# Joakim Noah
Pour les articles homonymes, voir Noah.
Joakim Noah, né le 25 février 1985 à New York, est un ancien joueur de basket-ball américain naturalisé français et suédois. Il évolue au poste de pivot et mesure 2,10 m, pour 104 kg.
Drafté en 2007, Noah a joué principalement pour les Knicks de New York et les Bulls de Chicago en NBA où il est élu NBA Defensive Player of the Year en 2014, ainsi qu'avec l'équipe des Gators de la Floride de l'université de Floride. Avec cette dernière, il a été double champion universitaire NCAA en 2006 et 2007.
De 2009 à 2011, il est également membre de l'équipe de France.

## Biographie

### Famille et enfance
Joakim Simon Noah, est né le 25 février 1985,, à New York,. Il est le fils du chanteur et ancien joueur français de tennis Yannick Noah, vainqueur des Internationaux de France de tennis en 1983 et plusieurs années « personnalité préférée des Français », et de la sculptrice Cecilia Rodhe qui fut Miss Suède en 1978. De ce fait, il est également le petit-fils de Zacharie Noah, joueur camerounais de football professionnel, vainqueur de la Coupe de France de football en 1961. Sa grand-mère paternelle, Marie-Claire Noah, aurait aussi été joueuse amatrice de basket-ball au Cameroun. De son important métissage culturel, il se définit lui-même comme un « Viking africain ». Son deuxième prénom Simon lui vient de son arrière-grand-père paternel Simon Noah, notable camerounais assassiné à 84 ans l'année de la naissance de Joakim.
À partir de trois ans, il réside en France et joue notamment au Paris-Levallois Basket en benjamin.
Il retourne aux États-Unis à treize ans,. Il a joué dans les équipes de basket-ball de plusieurs écoles d'enseignement secondaire, d'abord à l'École internationale des Nations unies de New York à partir de treize ans. Il a ensuite joué à la Poly Prep Country Day School de Brooklyn à partir de quinze ans, puis à la Lawrenceville School de Lawrenceville dans le New Jersey. Avec cette dernière, il remporte avec l'équipe de basket-ball le titre de l'État.
Il a côtoyé dans sa jeunesse le basketteur Patrick Ewing, ami de son père. Tyrone Green, un entraineur, est une figure importante de sa jeunesse sportive et il le considère, au-delà de son père, comme son mentor,.

### Carrière universitaire
Il rejoint en 2004, à dix-neuf ans, l'université de Floride et leur équipe de basket-ball des Gators de la Floride,. Pendant sa première saison (freshman) en 2004-2005, il participe à 29 matchs, obtenant une moyenne de 3,5 points, 2,5 rebonds et 0,5 passe pour 9,4 minutes de jeu par match en saison régulière. Il est à l'époque barré dans l'équipe par le pivot David Lee, futur joueur NBA.

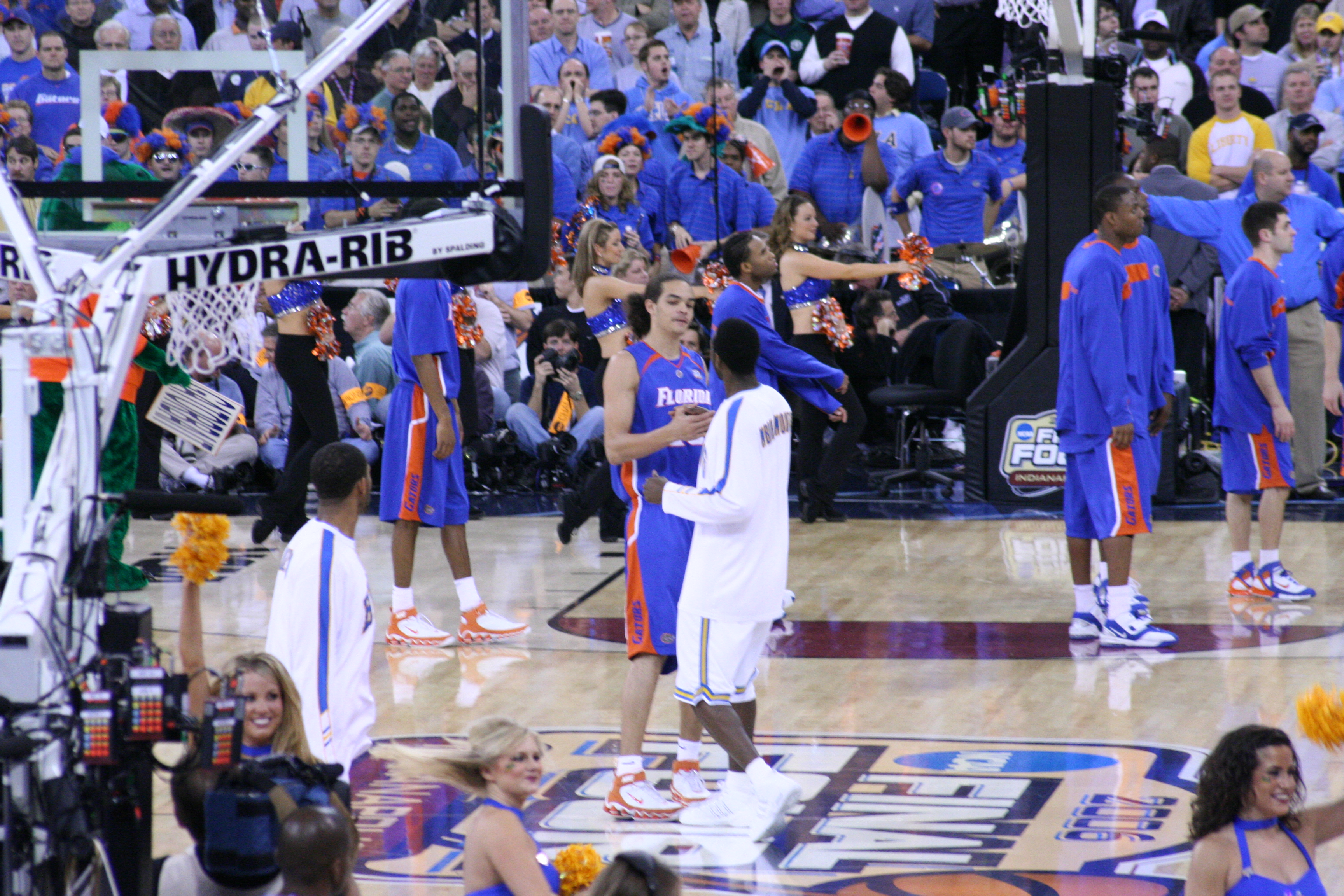
Joakim Noah chez les Gators de la Floride.

Encore peu connu, il « explose » pendant sa deuxième saison (sophomore) en 2005-2006. Il a remporté avec son équipe le tournoi de la Southeastern Conference et remporte la finale du Final Four NCAA 2006 face aux Bruins d'UCLA de l'université de Californie à Los Angeles. Il est nommé Most Outstanding Player du tournoi et finit avec une moyenne de 14,2 points, 7,1 rebonds et 2,1 passes pour 24,9 minutes de jeu par match en saison régulière, soit 39 matchs. Il est à ce jour (2023) le seul joueur européen à avoir reçu cette distinction. Lors de la finale, il a cumulé 16 points (7/9, dont 5 dunks), 9 rebonds, 3 passes décisives et 6 contres. Le précédent record de contres en finale NCAA était de 4 et remontait à 2001 par Loren Woods des Wildcats de l'Arizona. Ce record de six contre est égalé par Anthony Davis lors de la finale du championnat 2012. Ses records personnels sont alors de 37 points et 17 rebonds et ont été réalisés le 17 décembre 2006 contre la Florida Agricultural and Mechanical University.
La fédération française de basket-ball, qui le considère comme un bon espoir, évoque la possibilité d'entamer une procédure pour qu'il puisse jouer en équipe de France, puisqu'il a le choix entre les équipes américaine, suédoise et française.
Il est alors annoncé dans les dix premiers choix de la Draft de la NBA en 2006 mais il choisit de rester à Florida une année supplémentaire, comme ses coéquipiers Al Horford et Corey Brewer, et de défendre son titre universitaire. Il se justifie en expliquant se sentir trop juste techniquement et physiquement pour passer professionnel, choix cependant rare pour un MOP.
Lors de la saison 2007, les Gators repartent avec la même équipe. Avec une nouvelle victoire dans le Final Four, ils réalisent le doublé, exploit qui n'avait plus été réalisé depuis 1992 par les Blue Devils de l'université Duke avec Grant Hill. Cette victoire est obtenue avec le même cinq de départ que l'année 2006, exploit qui n'avait encore jamais été réalisé.

### Carrière professionnelle

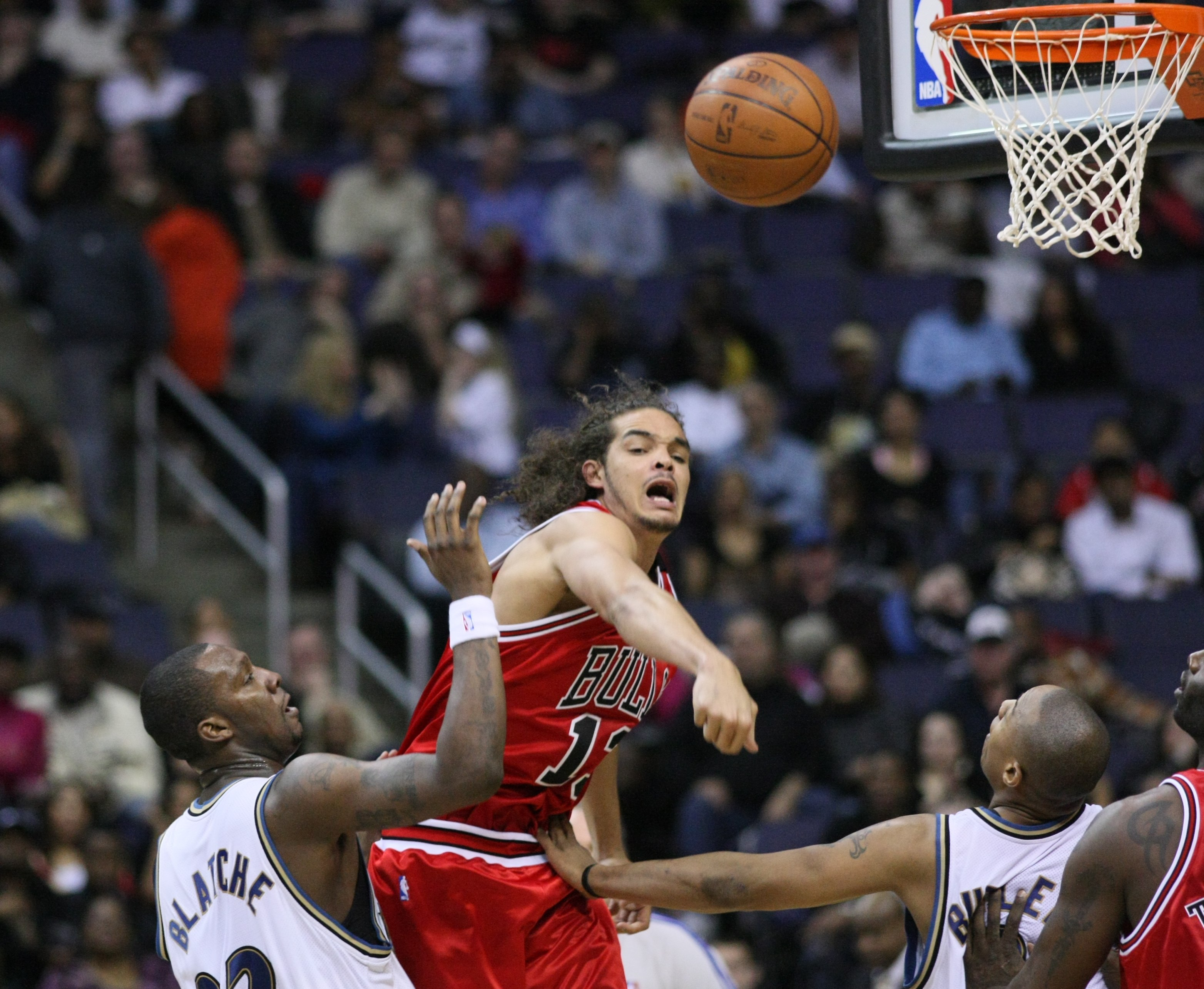
Joakim Noah faisant un contre.

#### Bulls de Chicago

##### 2007-2008
Joakim Noah a annoncé son souhait de participer à la Draft de la NBA et est choisi par les Bulls de Chicago en neuvième choix de la Draft 2007 de la NBA qui se tient au Madison Square Garden à New York le 28 juin 2007,,,. Chicago avait obtenu ce choix de draft des Knicks de New York à la suite d'une transaction incluant notamment Eddy Curry.
Il a signé un contrat de deux ans, avec une option pour une troisième et quatrième année, le 27 juillet 2007. Il touche 3,69 millions de dollars sur ces deux années. Noah et ses ex-coéquipiers des Gators Corey Brewer et Al Horford, sont devenus le trio d'une même université le plus haut choisi dans l'histoire de la NBA. Horford a été choisi à la troisième place par les Hawks d'Atlanta et Brewer a été choisi au septième rang par les Timberwolves du Minnesota.
Cependant, ses débuts chez les Bulls sont difficiles, notamment en raison d'un mauvais départ en championnat de l'équipe et de médiocres statistiques personnelles en partie dues à son faible temps de jeu. Le 2 janvier il marque 17 points, prend 6 rebonds et délivre 4 passes décisives (en ayant joué le quatrième quart-temps en entier) contre les Bobcats de Charlotte.
La première saison de Noah est un échec en raison de son faible impact, mais aussi de par un comportement considéré comme inapproprié pour un rookie, revendiquant une certaine liberté d'attitude et de paroles,. En effet, Noah déclare à plusieurs reprises qu'il souhaite être un leader sur le terrain et dans les vestiaires. Cependant des retards répétés aux entraînements lui sont reprochés ce qui lui vaut de nombreuses amendes et quelques réprimandes publiques de la part de ses dirigeants. De plus, il se dispute avec un assistant de l'entraîneur Jim Boylan le 11 janvier 2008, puis avec l'intérieur Ben Wallace, l'un de ses coéquipiers, lors d'un entraînement. Il est suspendu pour deux matchs par son équipe. L'entraîneur Boylan déclare « On n'est plus à l'université ici. C'est la NBA, on est chez les pros et Joakim ne l'a pas démontré à plusieurs reprises récemment. ». Néanmoins, au fil de sa carrière, Noah garde cette réputation de « grande gueule de la NBA ».

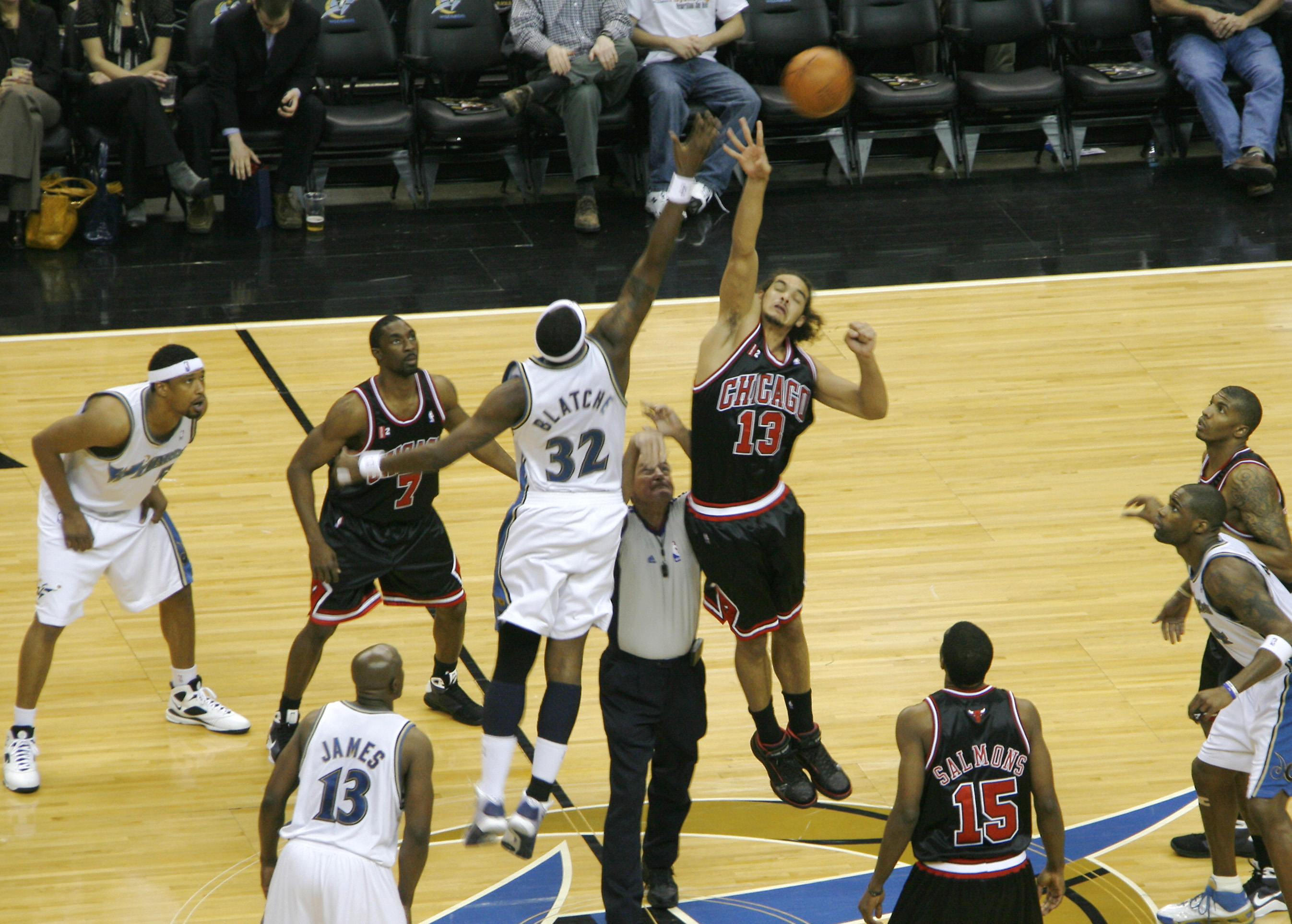
Lors du match contre les Wizards de Washington le 26 mars 2009.

##### 2008-2009
Durant sa seconde saison NBA, il progresse dans le jeu, mais ses statistiques restent cependant sobres : 6 points et 7 rebonds par match en saison régulière pour moins de 20 minutes de jeu. Il se révèle au premier tour des playoffs contre les Celtics de Boston en passant à 11 points et 13 rebonds par match, marquant le panier décisif du 6e match, sauvant son équipe de l'élimination.
Durant l’automne 2008, il reprend contact avec un de ses amis de New York, Alex Perris, qu'il a connu lors de son passage à l'École internationale des Nations unies. Ce dernier, pratiquant le culturisme, lui donne des conseils pour améliorer son régime alimentaire et l'adapter au sport de haut-niveau.

##### 2009-2010
Lors de sa troisième saison, Noah se fait remarquer aux rebonds. Le 16 novembre 2009, il devient le premier Français à mener le classement du meilleur rebondeur de la NBA en saison régulière. Le 23 décembre 2009, il est second de la ligue avec 12,2 prises par match, (contre 12,9 à Dwight Howard). Une semaine après avoir battu son record personnel avec 20 rebonds (dont 14 offensifs, contre les Nuggets), Noah en capte 21 le 22 décembre 2009 face aux Lakers.
Cet excellent début de saison permet à Noah de faire taire les critiques à l'image du journaliste Rick Morrissey du Chicago Sun qui mange littéralement un de ses anciens articles le critiquant. Le journaliste avait effectué la promesse de le faire si le joueur arrivait à beaucoup progresser,. Il ne passe pas loin de la sélection au NBA All-Star Game. Il finit la saison régulière avec des moyennes de 10,7 points et 11,0 rebonds. Noah réussit aussi 28 double-doubles mais manque 18 rencontres à cause d'une blessure au pied. À son retour de blessure, l'entraîneur Vinny Del Negro se dispute avec John Paxson, vice-président des Bulls, pour que Noah joue plus souvent. Sa blessure l'oblige à jouer avec des piqûres de cortisone.
Le 25 avril, contre les Cavaliers de Cleveland, il est le premier joueur des Bulls à réussir un 20-20 en playoffs (plus de 20 dans deux catégories statistiques, avec ici, 20 points et 21 rebonds). Les Bulls sont éliminés par les Cavaliers en cinq rencontres et Noah prend en moyenne 13 rebonds par match.

##### 2010-2011

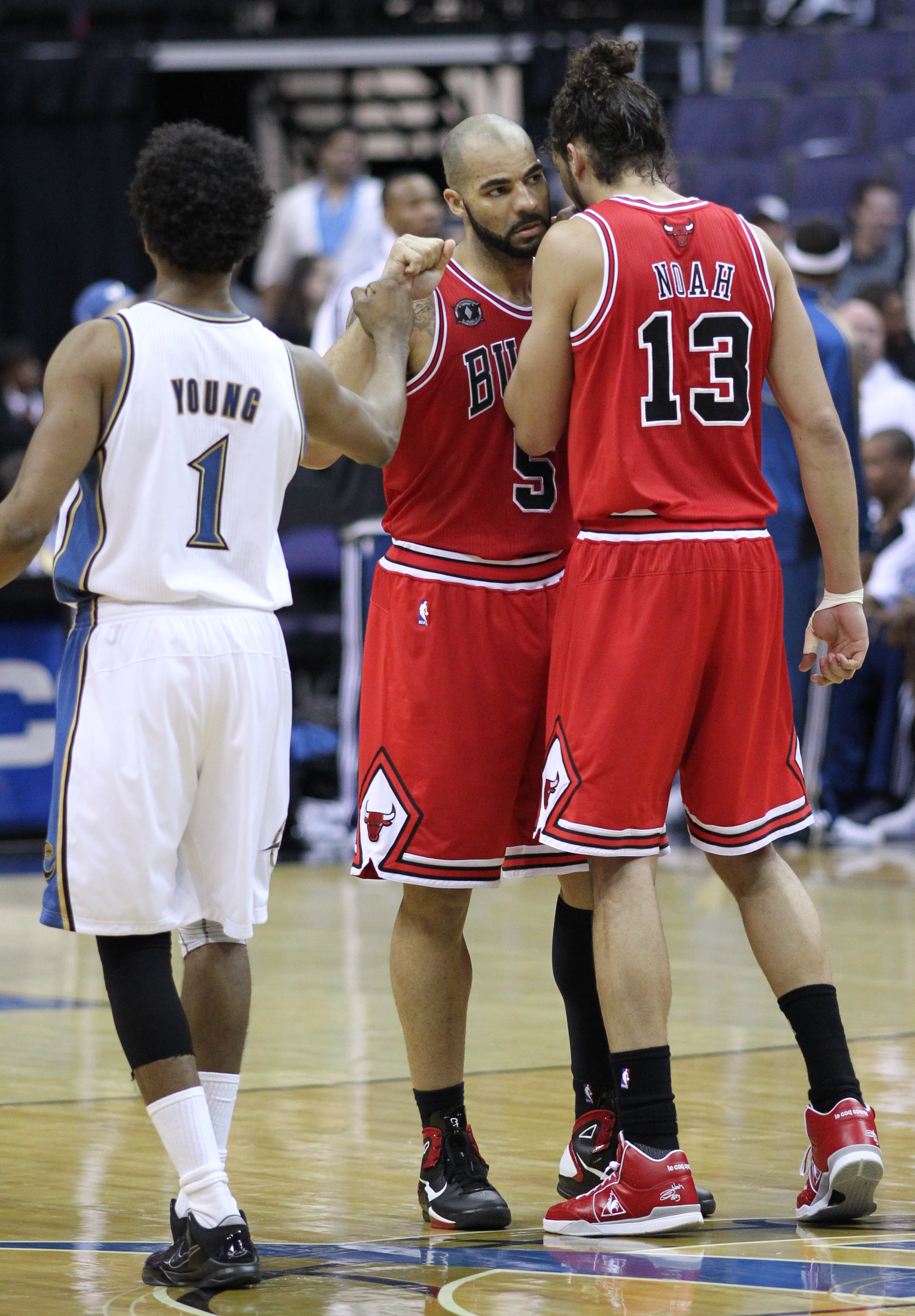
Nick Young, Carlos Boozer et Joakim Noah.

Pour la saison NBA 2010-2011, les Bulls, après avoir un temps recherché à signer deux des agents libres les plus en vue de l'intersaison (LeBron James, Dwyane Wade ou Chris Bosh, tous trois se retrouvant finalement au Heat de Miami), se rabattent sur l'intérieur Carlos Boozer en provenance du Jazz de l'Utah pour l'associer à Noah. Cela n'empêche cependant pas des spéculations sur un échange entre Noah et Carmelo Anthony des Nuggets de Denver,. Noah fait l'impasse sur le championnat du monde 2010 pour faciliter la négociation et les Bulls font traîner en longueur les discussions. Noah profite de l'inter-saison pour travailler les nouveaux systèmes de jeu du nouvel entraîneur Tom Thibodeau, réputé pour son jeu défensif. Boozer se blesse lors de la pré-saison et dans le même temps, coïncidence ou non, Noah prolonge aux Bulls pour un contrat de 60 millions de dollars sur cinq ans avec des bonus, malgré une conjoncture salariale en baisse dans la NBA. Scottie Pippen, ancienne star des Bulls, avait notamment fait une déclaration en soutien à Noah vis-à-vis de l'échange avec Anthony. L'entraîneur Tom Thibodeau souhaite faire du Français « sa pierre angulaire en défense », n'hésitant pas à le comparer à l'ailier fort Kevin Garnett malgré le fait que Noah affiche au cours de la saison une forte rivalité avec ce dernier. Avec son nouveau contrat, il devient le sportif français le mieux payé. Noah est désigné cocapitaine de l’équipe avec Derrick Rose, Carlos Boozer et Luol Deng.
Au moment où le retour de Boozer permet de démontrer le potentiel de l'association entre lui et Noah, Joakim se blesse le 27 novembre lors d'un match contre les Kings de Sacramento. Il joue les neuf matches suivants avec une gêne mais sa déchirure d'un ligament du pouce droit l'oblige à finalement se faire opérer et à être indisponible au moins deux mois. Coup dur pour les ambitions du club et du joueur, remplacé temporairement par Taj Gibson, Noah revient avant les playoffs, en février, après 31 matchs manqués. Contrairement aux attentes, la franchise n'a pas déjoué pendant son absence et est parvenue à conserver de bonnes statistiques. Noah explique avoir notamment travaillé son tir pendant son absence et ses statistiques au rebond impressionnent.

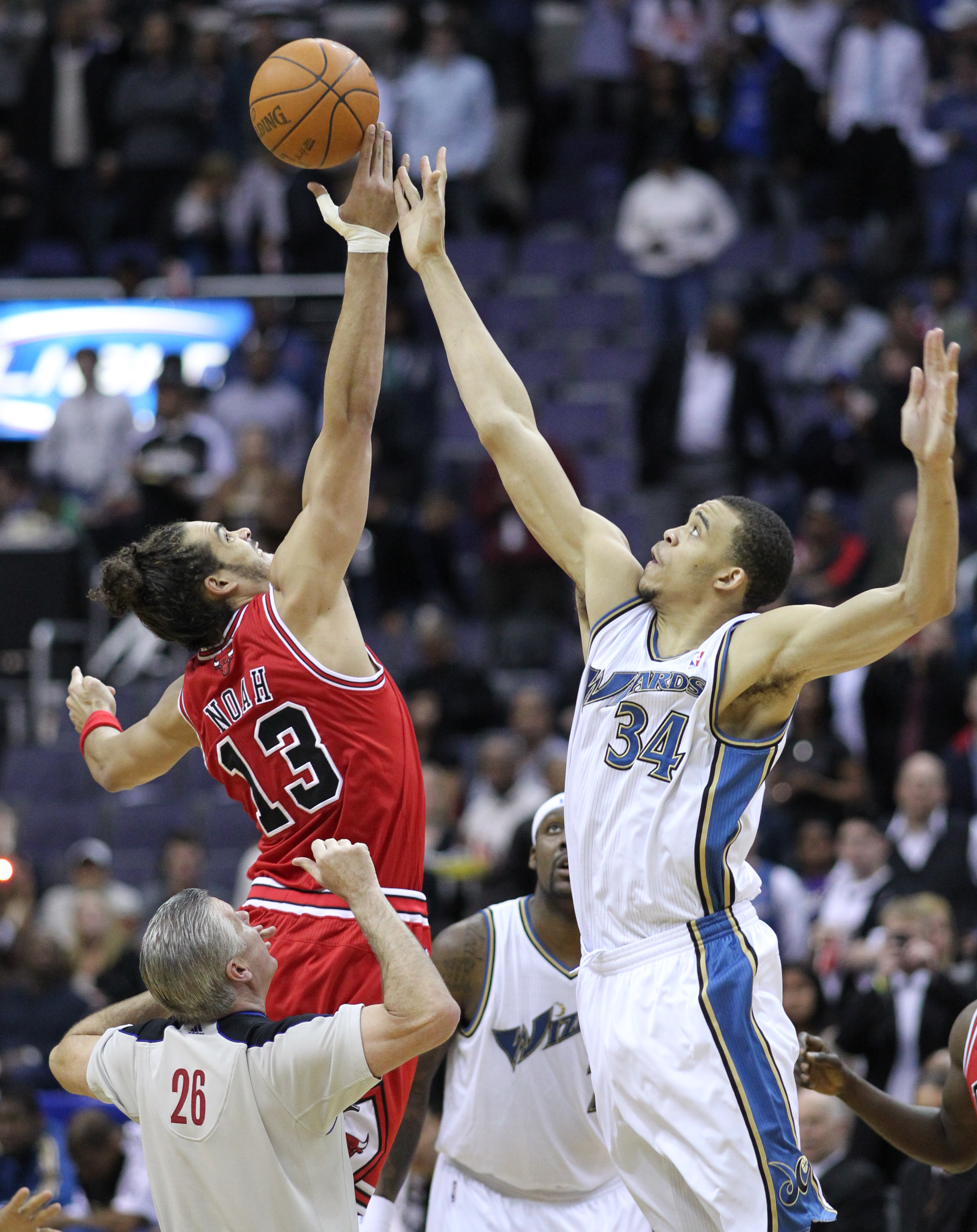
Joakim Noah face à JaVale McGee.

À la fin de la saison régulière, au coude à coude avec les Spurs de San Antonio, les Bulls finissent à la première place du classement général avec un bilan de 62 victoires pour 20 défaites, notamment grâce à une bonne deuxième partie de saison à l'image du meneur Derrick Rose, futur meilleur joueur de la saison. Cela ne s'était pas vu depuis « l'ère Jordan » en 1998, d'autant que Thibodeau décroche lui aussi un titre de meilleur entraîneur de l'année. La première série de matchs des playoffs NBA 2011 se joue contre les Pacers de l'Indiana, seule équipe qualifiée avec plus de défaites que de victoires. Les Bulls l'emportent 4-1 avec des statistiques meilleures pour Joakim Noah qu'en saison régulière et à la suite de l'élimination des Pacers, Danny Granger, amer, s'est plaint de « coups de coude » du Français en mettant en cause sa façon de jouer. Noah y répond en déclarant « je ne joue pas plus dur qu'un autre […] je ne cherche pas à blesser quelqu'un, juste à gagner ». Lors du cinquième match contre les Pacers, le grand-père de Joakim, Zacharie Noah, avait fait le déplacement depuis le Cameroun. La deuxième série des playoffs se joue contre les Hawks d'Atlanta et Joakim est complimenté par son entraîneur qui le décrit comme exemplaire. Peu après, il est nommé dans la All-NBA Defensive Second Team et Chicago remporte la série 4-2, s'offrant donc une place en finale de la conférence Est face au Heat de Miami et son redouté trio Chris Bosh, LeBron James et Dwyane Wade. Lors du premier match gagné par les Bulls, James déclare que « Noah […] a fait très mal » aux joueurs du Heat, notamment par ses prises de rebonds offensifs. Lors du troisième match de la série, Noah répond par une injure à caractère homophobe à un supporter de l'équipe adverse. Il s'en excuse et reçoit une amende de 50 000 $, mais évite une suspension. Finalement, les Bulls perdent la série 4-1 et Joakim Noah ne participe pas à sa première finale NBA.

##### 2011-2012
La saison NBA 2011-2012 est menacée de lock-out. Plusieurs joueurs français de NBA signent alors dans des clubs européens. Noah confie que s'il devait le faire aussi, ce serait au Paris-Levallois Basket où il a évolué plus jeune.
Le 22 février 2012, il réalise sa meilleure performance en match contre les Bucks de Milwaukee : 13 points, 13 rebonds et 10 passes. C'est son premier triple-double en carrière, le deuxième pour un Français après Boris Diaw. Avec 10 passes, il réalise son record personnel de passes,.
Les Bulls se qualifient pour les playoffs mais Derrick Rose se blesse lors du premier match de la série contre les 76ers de Philadelphie. Noah réussit une très bonne deuxième rencontre : 21 points, 8 rebonds, 5 passes décisives mais son équipe s'incline. Dans le 3e match, il se blesse à la cheville et sa saison s'arrête là. Les Bulls perdent la série 4-2.

##### 2012-2013

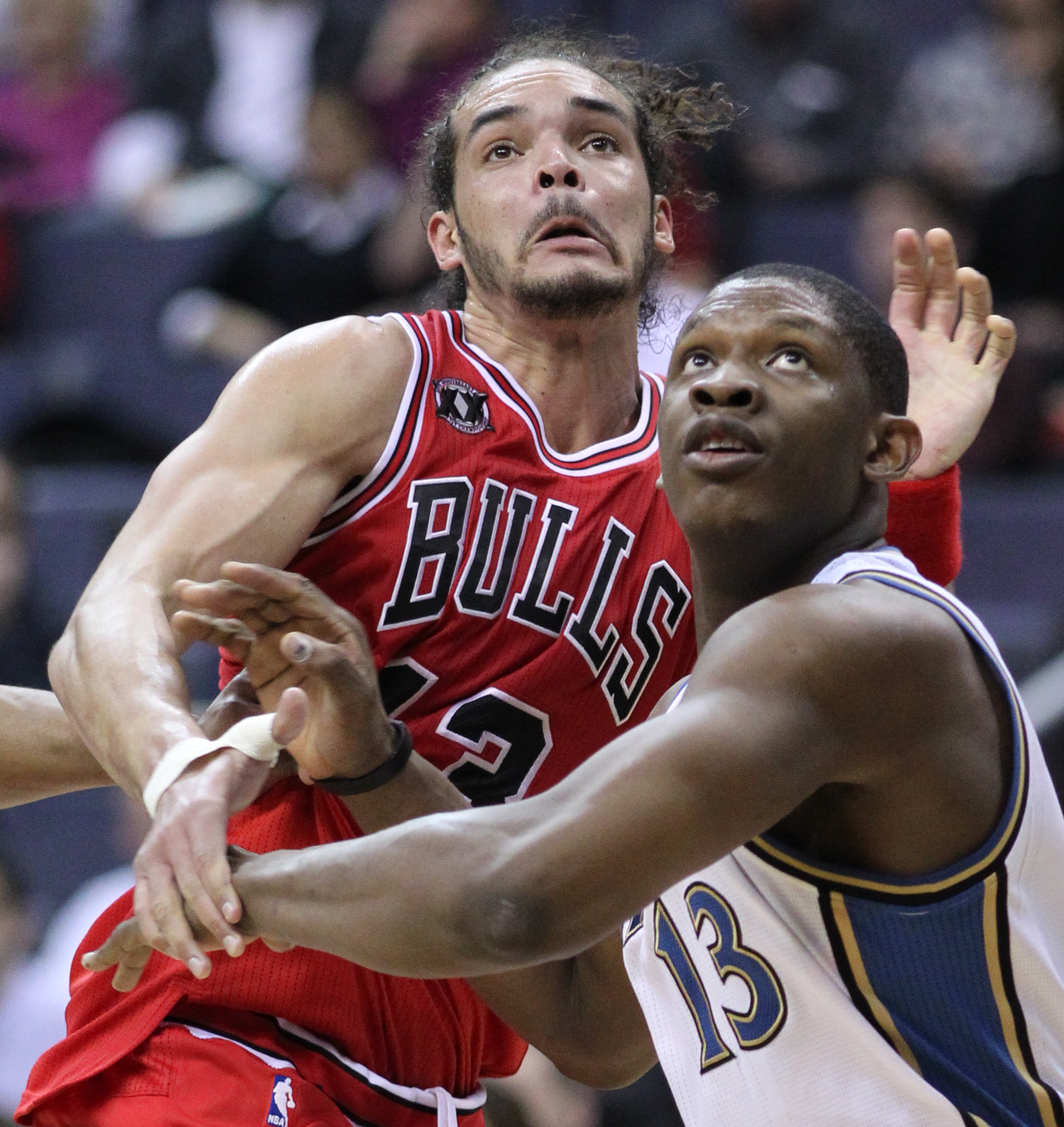
Joakim Noah et Kevin Séraphin, autre joueur français en NBA.

La blessure contractée pendant les playoffs de la saison précédente, lui permet de travailler son tir à mi-distance. Ce travail porte ses fruits car Noah effectue plus de tirs à mi-distance et est plus précis. De plus, il progresse encore au rebond et au contre. Il est, fin janvier, classé parmi les cinq meilleurs rebondeurs et les dix contreurs de la NBA. Son implication dans le jeu des Bulls avec une plus grande présence dans le domaine offensif permet de pallier en partie l'absence de Derrick Rose. Son coéquipier Carlos Boozer le compare à Dennis Rodman.
Lors du début de saison, le 18 décembre 2012, il réussit son deuxième triple-double en carrière en réussissant 11 points, 13 rebonds et 10 passes - égalant ainsi son record en carrière dans cette dernière statistique - face aux Celtics de Boston. Ses statistiques par matchs, 12,1 points, 11,3 rebonds, 4,2 passes et 2,2 contres au 29 janvier 2013 en font un pivot très présent en NBA et un candidat potentiel pour le NBA All-Star Game 2013 qui se déroule le 17 février à Houston.
Pour la première fois de sa carrière, il est retenu en tant que All-Star. Présent avec Tony Parker des Spurs de San Antonio, c'est également la première fois que deux Français sont sélectionnés pour cet événement de la NBA.
Le 28 février 2013, contre Philadelphie, et en l'absence de Derrick Rose, il réussit un nouveau triple-double en marquant 23 points, prenant 21 rebonds et effectuant 11 contres (son record en carrière).
Les Bulls terminent la saison régulière en 5e position de la conférence Est de NBA. Au premier tour des playoffs, les Bulls affrontent les Nets de Brooklyn et Chicago s'en défait en sept matchs. Pour la première fois de l'histoire de la franchise, une série de playoff est gagnée grâce à une victoire à l'extérieur. Lors du septième match, Noah, diminué par une inflammation de la voûte plantaire au pied droit depuis plusieurs semaines, réussit une nouvelle prestation remarquée avec 24 points, 14 rebonds et 6 contres. L'entraîneur Tom Thibodeau déclare alors que Noah est le « socle de [leur] jeu » et le « point d'ancrage en défense ». Les Bulls sont défaits au deuxième tour des playoffs face au Heat de Miami et perdent la série 4 matchs à 1.

##### 2013-2014

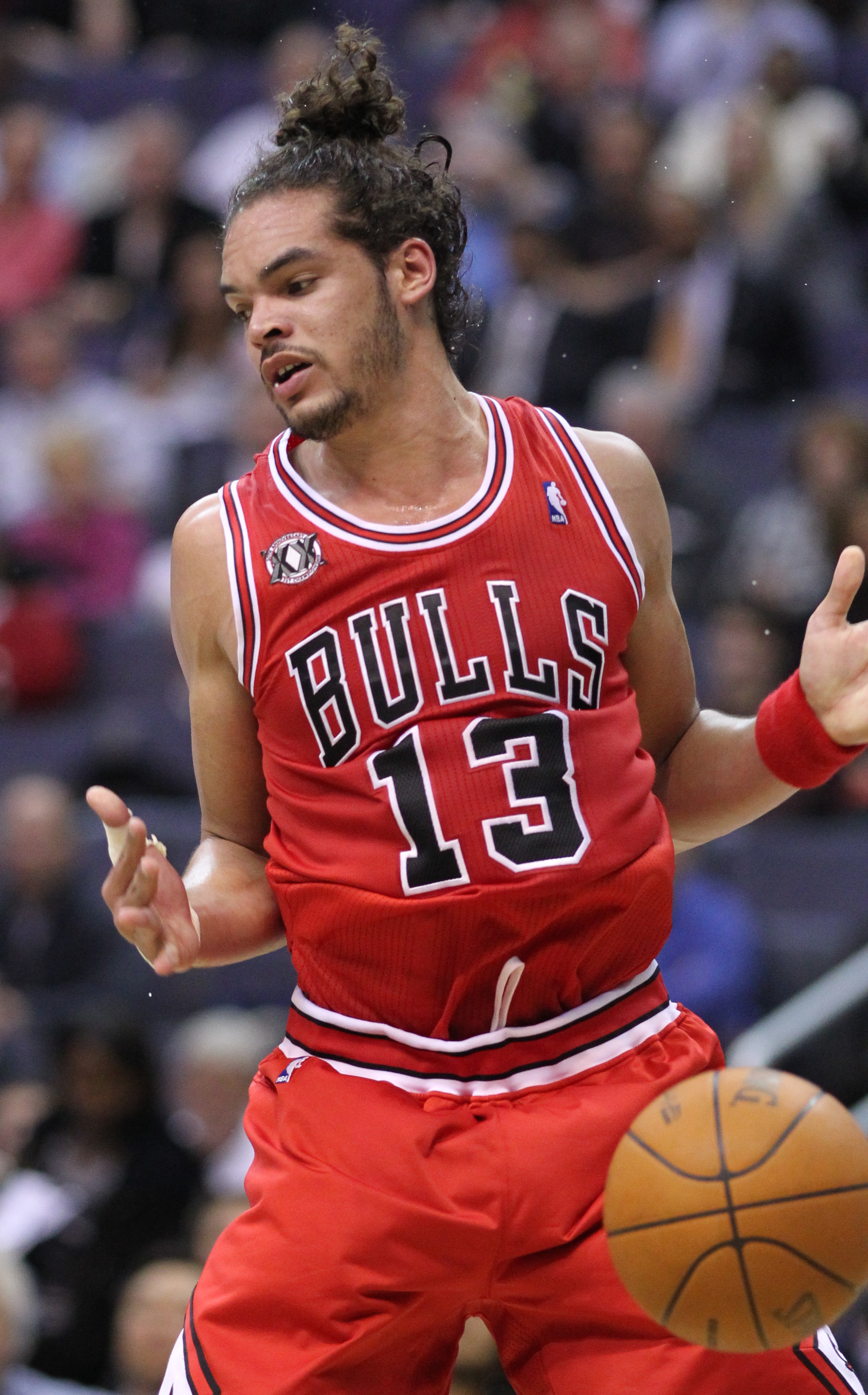
Joakim Noah en février 2011.

Noah est sélectionné par les entraîneurs pour participer à son second All-Star Game, qui se déroule le 16 février à La Nouvelle-Orléans. Le 2 mars 2014, il réalise son cinquième triple-double en carrière, face aux Knicks de New York, avec 13 points, 12 rebonds et 14 passes décisives (record en carrière de passes). Il réalise quelques jours plus tard son sixième triple-double en carrière, le 5 mars 2014, face aux Pistons de Détroit avec 10 points, 11 rebonds et 11 passes décisives.
Le 21 avril 2014, il est officiellement nommé Defensive Player of the Year. Le 4 juin, il est nommé dans le cinq majeur de la saison régulière, la All-NBA First Team.

##### 2014-2015
Durant cette saison, il enregistre ses moins bonnes moyennes statistiques depuis la saison 2009-2010, avec 7,2 points et 9,6 rebonds par match. Son meilleur match de la saison est marqué par 18 points et 15 rebonds contre les Warriors de Golden State le 27 janvier 2015.

##### 2015-2016
Au début de la saison, Noah perd sa place de titulaire au profit de Nikola Mirotić. Durant la saison, il dépasse notamment le record de la franchise en termes de rebonds offensifs, passant donc Horace Grant. La fin de saison est compromise par une blessure à l'épaule. Avec 29 rencontres disputées, c'est statistiquement sa pire saison depuis ses débuts.
À la fin de la saison 2015-2016, il annonce son départ de la franchise de Chicago et devient donc agent libre.

#### Knicks de New York

##### 2016-2017
Durant l'intersaison, la presse se fait l'écho de discussions avec les Knicks de New York et d'un contrat de quatre années pour un montant global de 72 millions de dollars. La signature est finalement officialisée dans les jours qui suivent,.
Il suit ainsi Derrick Rose, ancien coéquipier des Bulls, lui aussi arrivé à l'intersaison, et le Français Kevin Séraphin. Il compense le départ du pivot titulaire Robin Lopez, parti justement à Chicago dans le cadre de l'échange de Rose. Pour Noah, l'arrivée dans cette franchise en reconstruction serait aussi un retour dans sa ville natale, jouer pour la franchise qu'il supportait dans l'enfance et la possibilité de travailler avec Phil Jackson, ancien entraîneur emblématique des Bulls de Chicago, notamment durant l'époque de Michael Jordan. Certains critiques estiment cependant le transfert risqué compte tenu de l'importance du montant du contrat pour l'âge de Noah (31 ans) et de sa condition physique (retour de blessure). Noah quitte Chicago en publiant une lettre ouverte dans le Chicago Tribune où il remercie les Bulls de Chicago pour lui avoir donné « les meilleurs moments de [sa] vie ».
Très rapidement, Noah, en coulisse, réussit à convaincre l'arrière Courtney Lee de rejoindre également la franchise new-yorkaise.
Fin mars 2017, il est suspendu pour 20 matchs en raison d'un contrôle antidopage positif.

##### 2017-2018
Purgeant toujours sa suspension au début de la saison 2017-2018, il est finalement envoyé en G-League aux Knicks de Westchester le 29 novembre 2017 afin de retrouver du temps de jeu. Il ne participe qu'à une seule rencontre avant de retrouver la franchise de New York.
Fin janvier 2018, Noah et l'entraîneur des Knicks, Jeff Hornacek ont une altercation, Noah se plaignant de son temps de jeu limité. Les Knicks souhaitent alors se séparer de Noah,,. Il est licencié par les Knicks en octobre et doit recevoir l'intégralité de son contrat (38 millions de dollars) sur plusieurs années.

#### Grizzlies de Memphis (2018-2019)
Le 4 décembre 2018, Joakim Noah signe un contrat, pour le reste de la saison, avec la franchise des Grizzlies de Memphis.

#### Agent libre (2019-2020)
Joakim Noah se retrouve agent libre au début de la saison 2019-2020. Il est un temps en discussion avec plusieurs clubs comme les Lakers de Los Angeles — la place reviendra finalement à Dwight Howard —, les Clippers de Los Angeles où une blessure l'empêche de concrétiser et les Trail Blazers de Portland qu'il refuse.

#### Clippers de Los Angeles (2020)
Le 6 mars 2020, remis de sa blessure au tendon d'achille, il signe un contrat de 10 jours avec les Clippers de Los Angeles. Il espère convaincre la franchise de le conserver pour les prochaines échéances, notamment les playoffs, desquels les Clippers font figure de favoris, au même titre que les Lakers de Los Angeles ou encore les Bucks de Milwaukee. Le 20 juin 2020, il signe un contrat jusqu'à la fin de saison avec les Clippers de Los Angeles. Noah est coupé par les Clippers en décembre 2020,.

#### Retraite sportive
Le 1er mars 2021, alors âgé de 36 ans, Joakim Noah annonce, sur ses réseaux sociaux, sa retraite sportive après treize saisons en NBA.

## Équipe de France

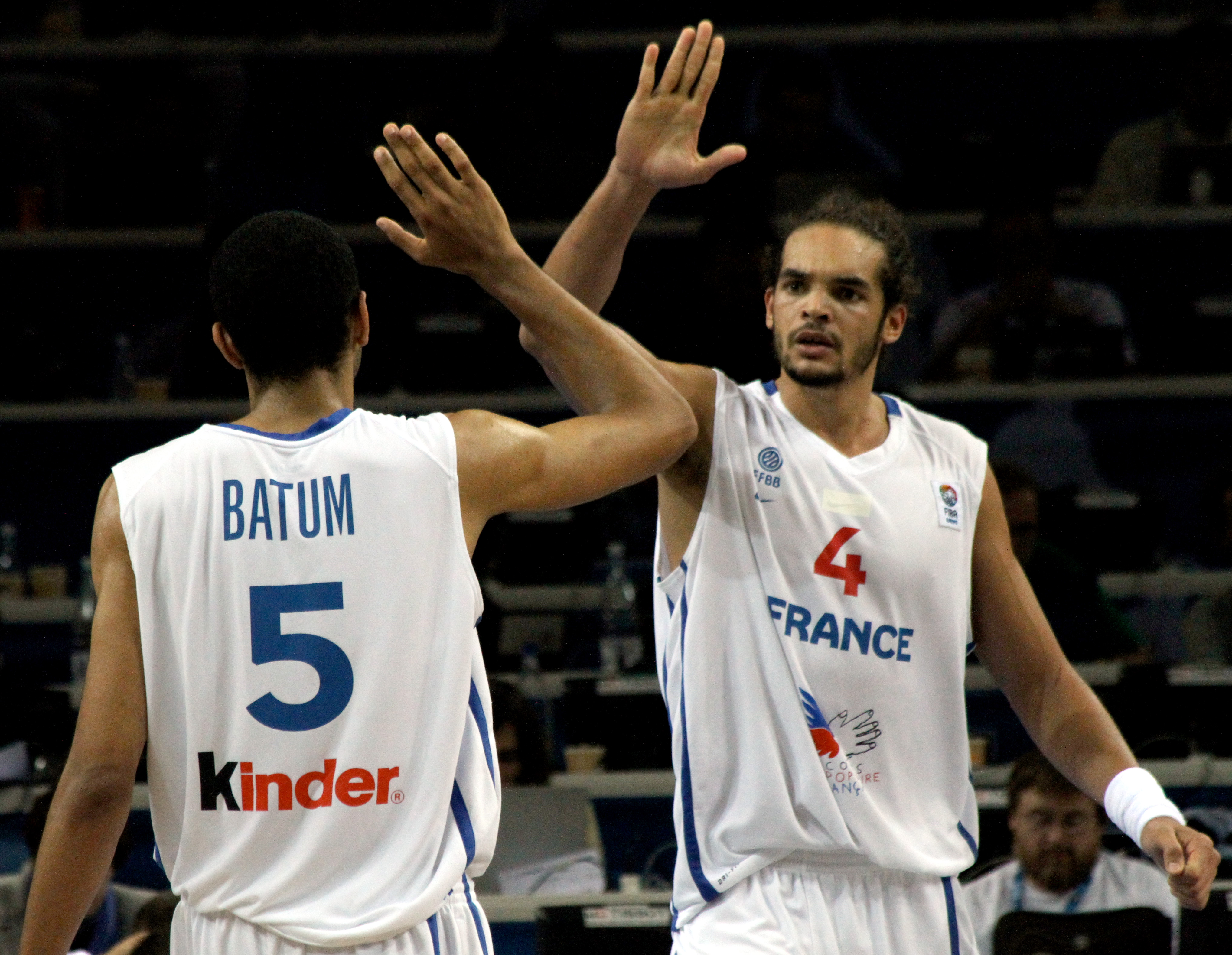
Joakim Noah et Nicolas Batum, autre joueur français finaliste de l'Euro 2011.

Après avoir été fait officiellement citoyen français en 2007 et avoir annoncé sa volonté de jouer en équipe de France, en juillet 2009 à Strasbourg, Noah participe à un tournoi de trois matches amicaux avec l'équipe de France (Autriche, Belgique et République tchèque), trois victoires où il marque en tout 37 points, avant de rejoindre la préparation de la prochaine saison NBA. Bien que sélectionné en équipe de France, il n'honore pas sa sélection pour le championnat du monde de basket-ball masculin 2010 dans l'attente de la négociation de son contrat avec les Bulls, tout en réaffirmant son intérêt pour participer aux Jeux olympiques d'été de 2012. À l'été 2010, il est néanmoins approché par l'équipe des États-Unis de basket-ball, mais également l'équipe du Cameroun et l'équipe de Suède. Si les équipes camerounaise et suédoise semblent avoir trop de retard pour s'imposer en compétition, l'équipe américaine n'apporte elle pas l'assurance d'une place à Noah à cause de la forte concurrence. Le choix de l'équipe de France semble donc logique avec des joueurs cadres jouant en NBA et un niveau élevé.
En février 2011, il s'estime « sûr » de participer au championnat d'Europe de basket-ball 2011 avec l'équipe de France et déclare que sa non participation au championnat du monde 2010 était « compréhensible ». Il confirme également qu'une participation aux Jeux olympiques d'été de 2012 l'intéresse vraiment et que cela n'est possible que si l'équipe de France se qualifie. Il espère de plus gagner de l'expérience en compétition internationale.

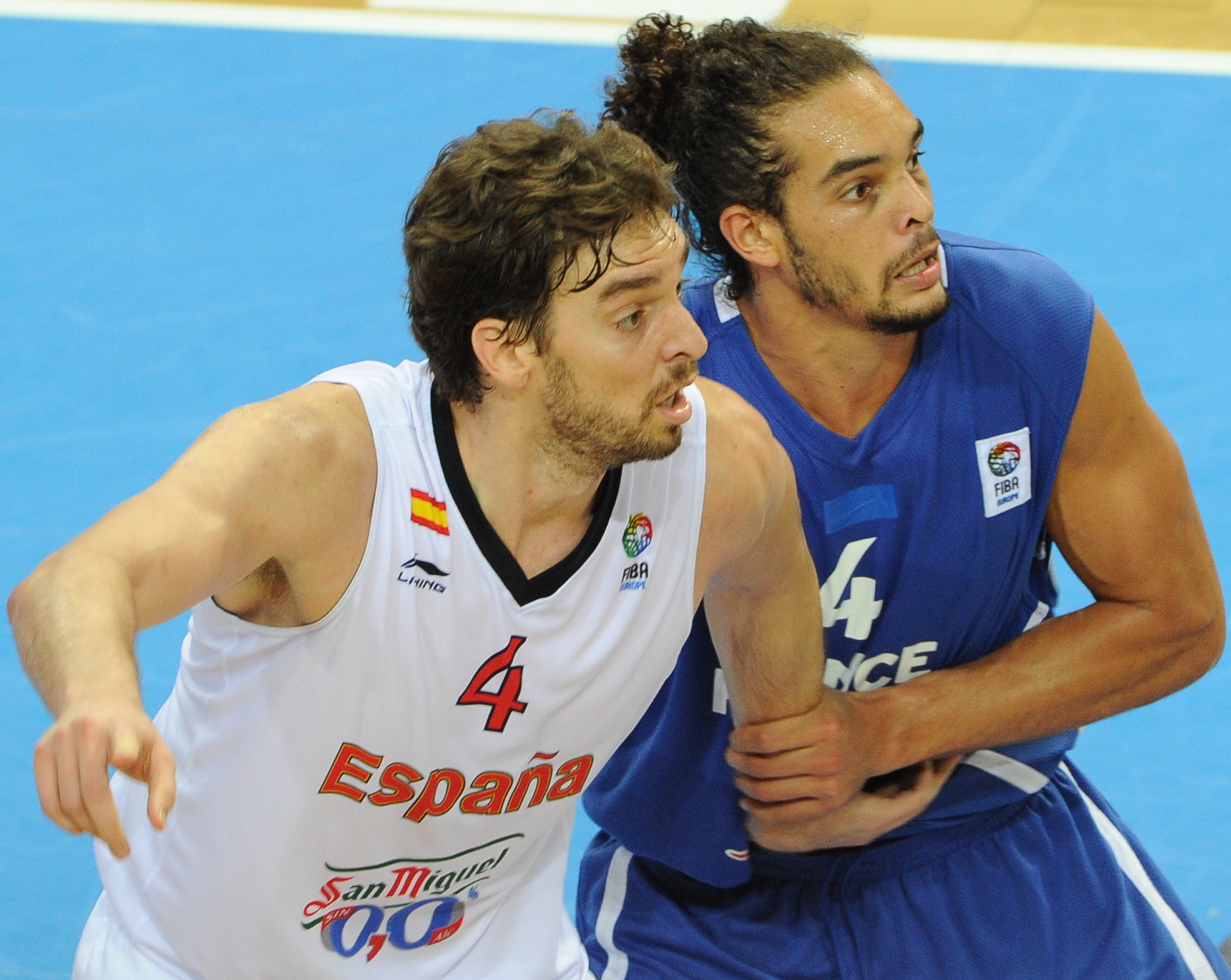
Joakim Noah défendant sur Pau Gasol lors de l'Eurobasket 2011.

En mai 2011, Tony Parker, un des cadres de l'équipe de France, déclare « [qu']en Europe, Noah est ce qu'il nous manque », insistant sur sa « présence à l'intérieur ». Le poste de pivot est en effet un point faible traditionnel de l'équipe mais devrait être stabilisé avec Noah et Ronny Turiaf. Peu après, le sélectionneur de l'équipe de France, Vincent Collet, sélectionne Joakim Noah dans une liste provisoire de vingt-quatre joueurs pour le championnat d'Europe de basket-ball 2011. Il indique cependant que Noah sera bien dans l'équipe définitive qui ira à l'Euro, bien que la question de l'assurance ne soit pas encore réglée et une éventuelle blessure possible lors des playoffs. Le 14 juin, Noah fait partie d'une nouvelle sélection qui deviendra finaliste après un stage préparatoire. En juillet, en France, les examens effectués dans le cadre de la préparation à la compétition révèle des séquelles d’une ancienne blessure à la cheville, blessure occasionnée lors des playoffs NBA. Indisponible plusieurs semaines, il retourne se soigner aux États-Unis. Son retour à l'entraînement a lieu le 6 août et il joue quelques minutes le 8 août contre l'Espagne où il marque 6 points. Il participe au tournoi London prepares que l'équipe de France remporte, avec 7,4 points et 8,4 rebonds de moyenne.
L'équipe de France est finaliste au championnat d'Europe de basket-ball 2011 et se qualifie ainsi pour les Jeux olympiques d'été de 2012. En juillet 2012, Noah annonce qu'il n'ira pas aux Jeux olympiques de Londres à cause d'une blessure à la cheville gauche datant de mai. La manière dont il a géré la guérison de sa cheville (sorties en boîte de nuit, recours à la naturopathie, refus de voir les médecins de l'équipe de France) est critiquée,.
Joakim Noah ne participe pas non plus au championnat d'Europe de basket-ball 2013 en Slovénie (gagné par l'équipe de France) à cause de sa blessure.
En février 2014, il annonce qu'il ne participera pas au Championnat du monde 2014 mais qu'il reste « mobilisé » pour les Jeux olympiques d'été de 2016. Le 16 mai 2014, lors de l'annonce de la liste des vingt-quatre joueurs pré-sélectionnés pour la participation à la Coupe du monde 2014 en Espagne, son absence à la compétition est confirmée.
Il refuse une nouvelle fois la sélection pour le championnat d'Europe de basket-ball 2015 qui a pourtant lieu en France.

## Style de jeu
Joakim Noah est connu pour son jeu défensif. Il capte de nombreux ballons au rebond, il est aussi un bon contreur. Il est un joueur peu offensif mais il n'est pas rare qu'il termine un match avec plus de 10 points, ce qui se traduit sur ses statistiques par de nombreux double-doubles.
Son style de tir est très caractéristique et peu académique et il marque très près du panier voire souvent au dunk. Cependant, son taux de lancer franc est assez bon pour un pivot (il tourne autour des 75 % en saison). Il lui arrive aussi de marquer des tirs à mi-distance. Il faut aussi noter que depuis ses débuts en NBA, il n'a jamais marqué de 3 points.
Une de ses très grande qualités est aussi son sens du collectif, son jeu de passes qui est proche de celui d'un arrière lui permet de bien distribuer le jeu. C'est pour ça qu'il n'est pas rare qu'il termine un match avec des statistiques de passes supérieures à la moyenne des intérieurs (pivot ou ailier fort).
Sa deuxième qualité est sa mobilité qui, combinée avec son altruisme, fait de lui un atout pour le jeu de Derrick Rose. En effet, Noah est utilisé pour créer des écrans, cela permet aux autres joueurs de s’éloigner de l'adversaire (et d'avoir un champ de tir plus dégagé) ou de bouger plus facilement pour atteindre le panier (technique souvent utilisée par Derrick Rose).
Son absence sur blessure fin 2010-début 2011 révèle son rôle important au rebond offensif mais surtout son apport offensif, en particulier la menace du pick and roll qu'il créé en permanence et qui libère de l'espace pour les tireurs à trois points.
Son association avec Carlos Boozer, un ailier fort offensif et marqueur donne au secteur intérieur des Bulls de Chicago, une puissance des deux côtés d'un terrain. Noah s'occupant plus de la défense et des rebonds alors que Boozer s'occupe quant à lui plus de tirer ou de gêner les adversaires.
Son énergie et son sens collectif en font un homme très apprécié de ses coéquipiers de NBA comme de l’équipe de France.

## Vie privée
Joakim Noah est diplômé d'anthropologie et s'intéresse aux religions. Il parle couramment français, suédois et anglais et s'intéresse à l'arabe. Noah partage son temps entre Chicago et la Floride. Il est un grand fan de la musique de Bob Marley et du Paris Saint Germain. Durant sa jeunesse, il était également fan des Knicks de New York.

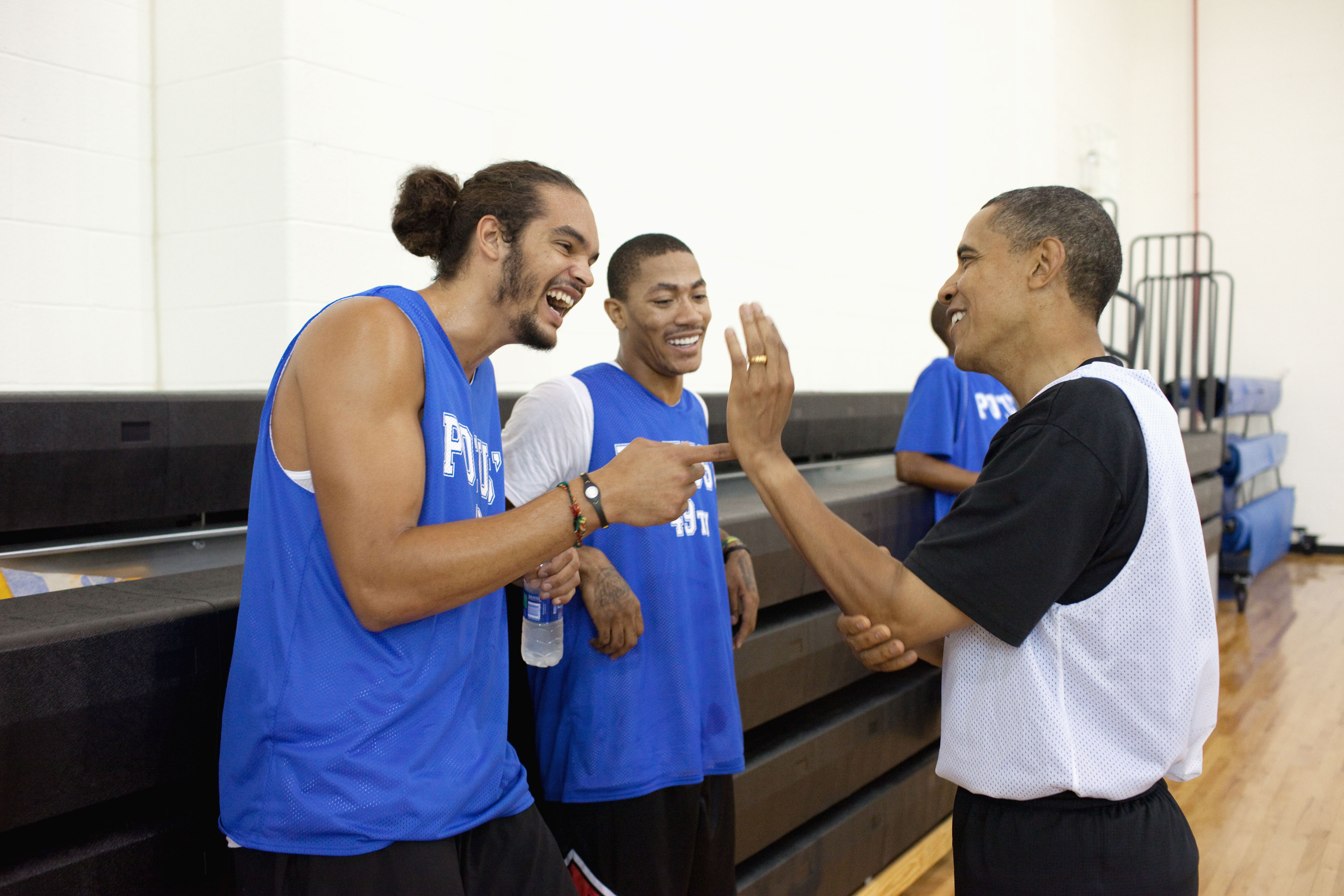
Joakim Noah et Derrick Rose après une partie de basket-ball avec le président Obama en août 2010.

Il est impliqué dans diverses œuvres caritatives, notamment à destination des jeunes de la région de Chicago,. Il a fondé sa propre fondation, la Noah's Arc Foundation en référence à l'Arche de Noé, dont la mission consiste à guider les jeunes vers l'autonomie à travers le sport et les arts. Il est très engagé dans la lutte contre les armes à feu.
Véritable compétiteur, il déteste perdre et considère son père comme son meilleur ami. Sa mère lui a transmis sa culture artistique.
Depuis 2007, il est sponsorisé par la marque française Le coq sportif dont il porte l'équipement. Son père étant également sponsorisé par la marque, ils apparaissent notamment ensemble dans une mini-série internet intitulée Combat de coqs réalisée par Isabelle Camus, ancienne compagne de Yannick.
Le 25 mai 2008, en vacances en Floride, il est arrêté par la police locale de Gainesville pour avoir ouvert une bouteille d'alcool sur la voie publique. Après une fouille, la police trouve sur lui une cigarette de marijuana,. Le soir, il est arrêté par la police pour excès de vitesse au volant d'un véhicule. La police remarque de plus qu'il ne porte pas de ceinture et que son permis est suspendu. Comme son casier judiciaire est vierge, il est condamné à une amende de 200 dollars.
À l'été 2010, il participe à une rencontre sportive privée avec d'autres stars NBA autour du président américain Barack Obama à l'occasion de l'anniversaire de ce dernier,.
Le 28 septembre 2016, il devient père d'une petite fille, prénommée Leia Irie, née de sa compagne, le mannequin brésilien Isabelle Cutrim.
Depuis 2019, il est fiancé à la top model brésilienne Lais Ribeiro. Le couple se marie le 13 juillet 2022 lors d'une cérémonie au Brésil.

## Palmarès

### Universitaire
- Champion NCAA en 2006 et 2007 avec les Gators de la Floride.

### Club professionnel
- Champion de la Division Centrale en 2011 et 2012 avec les Bulls de Chicago.

### Sélection nationale
- Médaille d'argent au championnat d'Europe 2011 en Lituanie.

### Distinctions individuelles

#### Universitaire
- Meilleur joueur du tournoi NCAA de basket-ball 2006[3].
- Meilleur marqueur du tournoi NCAA de basket-ball 2006.[réf. nécessaire]
- Membre de l'équipe type de Southeastern Conference (All-SEC) 2006 selon l'Associated Press.
- Membre de l'équipe type remplaçante All-American (All-American 2nd Team) 2007 selon l'Associated Press.

#### NBA
- 2 sélections au NBA All-Star Game en 2013 et 2014.
- NBA Defensive Player of the Year en 2014[110].
- All-NBA First Team en 2014[58].
- All-NBA Defensive First Team en 2013 et 2014[111].
- All-NBA Defensive Second Team en 2011.
- 7e en total de rebonds offensifs avec 244 unités en 2009[3].
- 2e en pourcentage de rebonds offensifs avec 14,5 unités en 2008-2009[3].
- 9e en ratio défensif avec 101 points en 2008-2009[3].

## Statistiques

### NBA

#### Saison régulière
Le tableau suivant présente les statistiques individuelles de Joakim Noah pendant sa carrière professionnelle en saison régulière,.
| Défenseur de l'année |

| S             | F             | J   | T   | MJ     | MJPM | PTS   | PPM  | PR    | PT    | PR%  | 3PR | 3PT | 3PR% | LFr   | LFT   | LFR% | RO    | RT    | TR    | RPM  | PD    | PDPM | I   | C   | TOV   | PF    |
| ------------- | ------------- | --- | --- | ------ | ---- | ----- | ---- | ----- | ----- | ---- | --- | --- | ---- | ----- | ----- | ---- | ----- | ----- | ----- | ---- | ----- | ---- | --- | --- | ----- | ----- |
| 2007-2008     | Bulls         | 74  | 31  | 1 534  | 20,7 | 488   | 6,6  | 177   | 367   | 48,2 | 0   | 1   | 0,0  | 134   | 194   | 69,1 | 174   | 242   | 416   | 5,6  | 84    | 1,1  | 68  | 64  | 89    | 173   |
| 2008-2009     | Bulls         | 80  | 55  | 1 938  | 24,2 | 537   | 6,7  | 207   | 372   | 55,6 | 0   | 1   | 0,0  | 123   | 182   | 67,6 | 244   | 362   | 606   | 7,6  | 106   | 1,3  | 49  | 110 | 82    | 238   |
| 2009-2010     | Bulls         | 64  | 54  | 1 925  | 30   | 687   | 10,7 | 262   | 520   | 50,4 | 0   | 0   | -    | 163   | 219   | 74,4 | 220   | 485   | 705   | 11,0 | 132   | 2,1  | 32  | 100 | 117   | 198   |
| 2010-2011     | Bulls         | 48  | 48  | 1 576  | 32,8 | 561   | 11,7 | 211   | 402   | 52,5 | 0   | 1   | 0,0  | 139   | 188   | 73,9 | 182   | 316   | 498   | 10,4 | 107   | 2,2  | 48  | 72  | 90    | 156   |
| 2011-2012     | Bulls         | 64  | 64  | 1 945  | 30,4 | 652   | 10,2 | 249   | 490   | 50,8 | 0   | 1   | 0,0  | 154   | 206   | 74,8 | 242   | 387   | 629   | 9,8  | 160   | 2,5  | 41  | 92  | 92    | 162   |
| 2012-2013     | Bulls         | 66  | 64  | 2 426  | 36,8 | 784   | 11,9 | 303   | 630   | 48,1 | 0   | 5   | 0,0  | 178   | 237   | 75,1 | 260   | 473   | 733   | 11,1 | 262   | 4,0  | 78  | 141 | 176   | 185   |
| 2013-2014     | Bulls         | 80  | 80  | 2 820  | 35,3 | 1 007 | 12,6 | 380   | 800   | 47,5 | 0   | 2   | 0,0  | 247   | 335   | 73,7 | 282   | 618   | 900   | 11,3 | 431   | 5,4  | 99  | 121 | 194   | 245   |
| 2014-2015     | Bulls         | 67  | 67  | 2 049  | 30,6 | 485   | 7,2  | 190   | 425   | 44,7 | 0   | 2   | 0,0  | 105   | 174   | 60,3 | 219   | 427   | 646   | 9,6  | 312   | 4,7  | 48  | 74  | 123   | 203   |
| 2015-2016     | Bulls         | 29  | 2   | 636    | 21,9 | 124   | 4,3  | 51    | 132   | 38,6 | 0   | 1   | 0,0  | 22    | 45    | 48,9 | 87    | 168   | 255   | 8,8  | 110   | 3,8  | 18  | 29  | 52    | 77    |
| 2016-2017     | Knicks        | 46  | 46  | 1 015  | 22,1 | 232   | 5,0  | 99    | 201   | 49,3 | 0   | 1   | 0,0  | 34    | 78    | 43,6 | 162   | 241   | 403   | 8,8  | 103   | 2,2  | 30  | 37  | 58    | 127   |
| 2017-2018     | Knicks        | 7   | 0   | 41     | 5,7  | 12    | 1,7  | 5     | 10    | 50,0 | 0   | 0   | -    | 2     | 4     | 50,0 | 6     | 8     | 14    | 2,0  | 4     | 0,6  | 2   | 2   | 4     | 5     |
| 2018-2019     | Grizzlies     | 42  | 1   | 693    | 16,5 | 298   | 7,1  | 110   | 212   | 51,9 | 0   | 1   | 0,0  | 78    | 109   | 71,6 | 58    | 180   | 238   | 5,7  | 89    | 2,1  | 20  | 31  | 50    | 96    |
| 2019-2020     | Clippers      | 5   | 0   | 51     | 10,0 | 14    | 2,8  | 4     | 8     | 50,0 | 0   | 0   | -    | 6     | 8     | 75,0 | 5     | 11    | 16    | 3,2  | 7     | 0,2  | 1   | 1   | 6     | 9     |
| Carrière      | Carrière      | 672 | 512 | 18 645 | 27,7 | 5 881 | 8,8  | 2 248 | 4 569 | 49,2 | 0   | 16  | 0,0  | 1 385 | 1 979 | 70,0 | 2 141 | 3 917 | 6 058 | 9,0  | 1 907 | 2,8  | 534 | 874 | 1 133 | 1 874 |
| All-Star Game | All-Star Game | 2   | 0   | 37     | 18,0 | 16    | 8,0  | 8     | 12    | 66,7 | 0   | 0   | -    | 0     | 0     | -    | 3     | 12    | 15    | 7,5  | 8     | 4,0  | 1   | 1   | 2     | 3     |

#### Playoffs
Le tableau suivant présente les statistiques individuelles de Joakim Noah pendant sa carrière professionnelle en playoffs.
| S        | F        | J  | T  | MJ    | MJPM | PTS | PPM  | PR  | PT  | PR%  | 3PR | 3PT | 3PR% | LFR | LFT | LFR% | RO  | RD  | TR  | RPM  | PD  | PDPM | I  | C   | TOV | PF  |
| -------- | -------- | -- | -- | ----- | ---- | --- | ---- | --- | --- | ---- | --- | --- | ---- | --- | --- | ---- | --- | --- | --- | ---- | --- | ---- | -- | --- | --- | --- |
| 2009     | Bulls    | 7  | 7  | 271   | 38,7 | 71  | 10,1 | 26  | 51  | 55,6 | 0   | 0   | -    | 19  | 25  | 76,0 | 28  | 64  | 92  | 13,1 | 16  | 2,3  | 6  | 15  | 8   | 31  |
| 2010     | Bulls    | 5  | 5  | 188   | 37,6 | 74  | 14,8 | 28  | 53  | 50,4 | 0   | 0   | -    | 18  | 19  | 94,7 | 20  | 45  | 65  | 13,0 | 13  | 2,6  | 9  | 7   | 15  | 20  |
| 2011     | Bulls    | 16 | 16 | 529   | 33,1 | 139 | 8,7  | 51  | 124 | 41,1 | 0   | 0   | -    | 37  | 51  | 72,5 | 68  | 95  | 163 | 10,2 | 40  | 2,5  | 16 | 33  | 19  | 63  |
| 2012     | Bulls    | 3  | 3  | 99    | 33   | 45  | 15,0 | 19  | 26  | 73,1 | 0   | 0   | -    | 7   | 11  | 63,6 | 9   | 19  | 28  | 9,3  | 9   | 3,0  | 2  | 4   | 1   | 5   |
| 2013     | Bulls    | 12 | 12 | 409   | 34,1 | 129 | 10,8 | 52  | 119 | 43,7 | 0   | 0   | -    | 25  | 39  | 64,1 | 52  | 63  | 115 | 9,6  | 28  | 2,3  | 10 | 26  | 24  | 43  |
| 2014     | Bulls    | 5  | 5  | 210   | 42,0 | 52  | 10,4 | 21  | 41  | 51,2 | 0   | 0   | -    | 10  | 17  | 58,8 | 15  | 49  | 64  | 12,8 | 23  | 4,6  | 5  | 7   | 19  | 19  |
| 2015     | Bulls    | 12 | 12 | 396   | 32,9 | 69  | 5,8  | 31  | 76  | 40,8 | 0   | 0   | -    | 7   | 20  | 35,0 | 45  | 87  | 132 | 11,0 | 38  | 3,2  | 10 | 14  | 20  | 37  |
| 2020     | Clippers | 2  | 0  | 2     | 1,0  | 0   | 0,0  | 0   | 0   | -    | 0   | 0   | -    | 0   | 0   | -    | 0   | 0   | 0   | 0    | 0   | 0    | 0  | 0   | 0   | 0   |
| Carrière | Carrière | 62 | 60 | 2 104 | 33,9 | 579 | 10,6 | 228 | 490 | 46,5 | 0   | 0   | -    | 123 | 182 | 71,6 | 237 | 422 | 659 | 10,6 | 167 | 2,7  | 58 | 106 | 106 | 218 |

## Records en une rencontre en NBA
Les records personnels de Joakim Noah en NBA sont les suivants, :
| Record de la franchise |

| Type de statistique        | Saison régulière | Saison régulière                | Saison régulière | Playoffs | Playoffs                 | Playoffs      |
| Type de statistique        | Record           | Adversaire                      | Date             | Record   | Adversaire               | Date          |
| -------------------------- | ---------------- | ------------------------------- | ---------------- | -------- | ------------------------ | ------------- |
| Points                     | 30               | @ Pistons de Détroit            | 7 décembre 2012  | 25       | @ Cavaliers de Cleveland | 19 avril 2010 |
| Paniers marqués            | 12               | @ Pistons de Détroit            | 7 décembre 2012  | 12       | @ Nets de Brooklyn       | 4 mai 2013    |
| Paniers tentés             | 19               | 3 fois                          | 3 fois           | 18       | 2 fois                   | 2 fois        |
| Paniers à 3 points réussis | -                | -                               | -                | -        | -                        | -             |
| Paniers à 3 points tentés  | 1                | 16 fois                         | 16 fois          | -        | -                        | -             |
| Lancers francs réussis     | 12               | Clippers de Los Angeles         | 22 février 2019  | 8        | Pacers de l'Indiana      | 26 avril 2011 |
| Lancers francs tentés      | 14               | Clippers de Los Angeles         | 1er mars 2015    | 9        | Pacers de l'Indiana      | 26 avril 2011 |
| Rebonds offensifs          | 14               | Lakers de Los Angeles           | 15 décembre 2009 | 9        | 2 fois                   | 2 fois        |
| Rebonds défensifs          | 17               | @ Knicks de New York            | 22 décembre 2009 | 16       | Wizards de Washington    | 29 avril 2014 |
| Rebonds totaux             | 23               | @ Pistons de Détroit            | 7 décembre 2012  | 20       | Cavaliers de Cleveland   | 25 avril 2010 |
| Passes décisives           | 14               | 2 fois                          | 2 fois           | 7        | Wizards de Washington    | 29 avril 2014 |
| Interceptions              | 5                | Kings de Sacramento             | 31 octobre 2012  | 3        | 5 fois                   | 5 fois        |
| Contres                    | 11               | 76ers de Philadelphie           | 28 février 2013  | 6        | @ Nets de Brooklyn       | 4 mai 2013    |
| Balles perdues             | 9                | Knicks de New York              | 8 décembre 2012  | 7        | @ Cavaliers de Cleveland | 27 avril 2010 |
| Minutes jouées             | 50               | Pelicans de La Nouvelle-Orléans | 2 décembre 2013  | 46       | Wizards de Washington    | 22 avril 2014 |

- Double-double : 218 (dont 22 en playoffs)
- Triple-double : 7

## Salaires
| Année       | Équipe      | Salaire       |
| ----------- | ----------- | ------------- |
| 2007-2008   | Bulls       | 2 135 400 $   |
| 2008-2009   | Bulls       | 2 295 480 $   |
| 2009-2010   | Bulls       | 2 455 680 $   |
| 2010-2011   | Bulls       | 3 128 536 $   |
| 2011-2012*  | Bulls       | 12 000 000 $  |
| 2012-2013   | Bulls       | 11 300 000 $  |
| 2013-2014   | Bulls       | 11 100 000 $  |
| 2014-2015   | Bulls       | 12 700 000 $  |
| 2015-2016   | Bulls       | 13 400 000 $  |
| 2016-2017   | Knicks      | 17 000 000 $  |
| 2017-2018   | Knicks      | 17 765 000 $  |
| 2018-2019   | Knicks      | 18 530 000 $  |
| 2019-2020   | Grizzlies   | 1 731 173 $   |
| Total Gains | Total Gains | 125 041 269 $ |

Note : * En 2011, le salaire moyen d'un joueur évoluant en NBA est de 5 150 000 $.